# Spirit the Earth Aflame
Spirit the Earth Aflame ist das dritte Studioalbum der irischen Pagan-Metal-Band Primordial. Es erschien im Jahr 2000 bei Hammerheart Records.

## Entstehung und Veröffentlichung
Nach dem Erscheinen der EP The Burning Season tourten Primordial 1999 mit Hades Almighty und Mayhem in Belgien und den Niederlanden und mit Sacred Sin und Masque of Innocence in Portugal und Spanien. Ende des Jahres nahm die Band die Arbeit an neuen Stücken auf und ging im Januar oder Februar 2000 ins Studio. Spirit the Earth Aflame erschien auf CD, LP und im limitierten Digipak mit Bonus-Titel; zum zehnjährigen Jubiläum der Erstauflage brachte Metal Blade Records eine remasterte Fassung mit Bonus-CD auf den Markt.

## Titelliste
1. Spirit the Earth Aflame – 2:24
2. Gods to the Godless – 7:47
3. The Soul Must Sleep – 6:37
4. The Burning Season – 8:42
5. Glorious Dawn – 7:23
6. The Cruel Sea – 4:03
7. Children of the Harvest – 8:30

Bonus-Titel 2000
1. To Enter Pagan – 5:42

Bonus-CD 2010
1. The Darkest Flame – 6:23
2. In Graciousness (Live) – 3:42
3. A Blacker Art (Live) – 5:01
4. Total Destruction (Bathory-Cover, live) – 3:37
5. Inside the Eye of Algond (Rotting-Christ-Cover, live) – 4:07
6. To Enter Pagan – 5:24
7. The Calling – 4:55
8. Among the Lazarae – 7:53
9. Soul Must Sleep (Live) – 5:31

## Stil
Primordial setzen den auf The Burning Season eingeschlagenen Weg einer schwer zu kategorisierenden Mischung aus Pagan Metal, Black Metal, Folk Metal und Doom Metal fort. Im Vordergrund stehen A.A. Nemtheangas eindringlicher und abwechslungsreicher Gesang sowie Ciáran MacUiliams schwere Riffs. Die melancholischen, hymnischen oder melodischen Stücke sind meist relativ lang und langsamen oder mittleren Tempos. The Cruel Sea basiert auf einem traditionellen irischen Stück, für den Liedtext von The Soul Must Sleep wurde eine Passage aus Jean-Paul Sartres Der Ekel verwendet.

## Rezeption
Das Album wurde von der Presse positiv aufgenommen. Andreas Holz von vampster bemängelt zwar das Fehlen packender Melodien, attestiert Spirit the Earth Aflame jedoch eine besondere „feierlich-melancholische Atmosphäre“. Alex Henderson von Allmusic lobt die Musikalität, Komplexität und Aggressivität des Albums; im Rock Hard wurde es als „Meisterwerk“ bezeichnet und als „unglaublich schöne Scheibe, die für alle interessant ist, die auf gefühlvoll gespielten, hymnenhaften Metal […] abfahren“.